# Wurzeldeich
Wurzeldeich ist eine als Reihensiedlung angelegte Ortschaft innerhalb der bis 1972 selbständigen Gemeinde Süderneuland I, heute ein Stadtteil der ostfriesischen Stadt Norden.

## Name und Geschichte
Der Name der Ortschaft geht auf den sogenannten Wurzeldeich zurück, ein ehemaliger Deich südwestlich des Kernortes Süderneuland I. Eine erste urkundliche Erwähnung des Namens ist für 1823 belegt. Nach Angaben des Geschichtsschreibers Eggerik Beninga gehen die Anfänge des Deiches auf die Jahre 1558/9 zurück. In dieser Zeit regierte die Gräfin Anna von Oldenburg in Ostfriesland.
Der Wurzeldeich begann am Addingaster Tief, machte dann einen Knick in Richtung Westen, ehe er nördlich vom Leegemoor auf den Udo-Focken-Deich stieß. Nach Anlage weiterer Deiche verlor der Wurzeldeich seine Funktion als Hochwasserschutzwerk. Auf dem Areal um den ehemaligen Deich wurde danach Gemüse angebaut. Vermutlich erhielt der Wurzeldeich in dieser Zeit seinen Namen: Wuttel bzw. Wurtel ist die ostfriesisch-niederdeutsche Bezeichnung für Wurzel bzw. Möhre. Heute verläuft eine Straße auf der ehemaligen Deichlinie.